# Puccinia moriokaensis
Puccinia moriokaensis ist eine Ständerpilzart aus der Ordnung der Rostpilze (Pucciniales). Der Pilz ist ein Endoparasit von Phragmites-Arten. Symptome des Befalls durch die Art sind Rostflecken und Pusteln auf den Blattoberflächen der Wirtspflanzen. Sie ist im östlichen Asien verbreitet.

## Merkmale

### Makroskopische Merkmale
Puccinia moriokaensis ist mit bloßem Auge nur anhand der auf der Oberfläche des Wirtes hervortretenden Sporenlager zu erkennen. Sie wachsen in Nestern, die als gelbliche bis braune Flecken und Pusteln auf den Blattoberflächen erscheinen.

### Mikroskopische Merkmale
Das Myzel von Puccinia moriokaensis wächst wie bei allen Puccinia-Arten interzellulär und bildet Saugfäden, die in das Speichergewebe des Wirtes wachsen. Aecien oder Spermogonien der Art sind nicht bekannt; gleiches gilt für die Uredien des Pilzes. Ihre gelblich braunen Uredosporen sind eiförmig bis ellipsoid, 24–30 × 16–20 µm groß und fein stachelwarzig. Die beid-, meist unterseitig wachsenden Telien der Art sind schwarzbraun, früh offenliegend und kompakt. Die haselnussbraunen Teliosporen sind zweizellig, in der Regel eiförmig bis schmalellipsoid und 46–70 × 16–21 µm groß; ihre Stiele sind bräunlich und bis zu 150 µm lang.

## Verbreitung
Das bekannte Verbreitungsgebiet von Puccinia moriokaensis umfasst das östliche Russland, China und Japan.

## Ökologie
Die Wirtspflanzen von Puccinia moriokaensis sind verschiedene Phragmites-Arten. Der Pilz ernährt sich von den im Speichergewebe der Pflanzen vorhandenen Nährstoffen, seine Sporenlager brechen später durch die Blattoberfläche und setzen Sporen frei. Die Art verfügt über einen Entwicklungszyklus, von dem bislang lediglich Telien sowie deren Wirt bekannt sind; Uredien, Spermogonien und Aecien konnten dem Pilz nicht zugeordnet werden.